# Коптська абетка
Ко́птська абе́тка — алфавіт, який використовується для записування коптської мови, поширений з IV століття. Коптська абетка базується на грецькій абетці, з додаванням деяких літер з давньоєгипетського демотичного письма, що передавали приголосні звуки, які були відсутні у грецькій мові. Фактично є кілька різновидів коптської абетки, які використовувалися у різних діалектах коптської мови.
Коптське письмо було одним із джерел давньонубійської писемності.
Коптська абетка підтримується стандартом Юнікод як самостійний алфавіт, починаючи з версії 4.1 (2005).

## Історія

Коптські літери (бохайрське письмо)

Коптська абетка має довгу історію, яка починається в епоху правління Птолемеїв, коли грецькі літери вперше було застосовано для транскрибування демотичних текстів з метою фіксації правильної вимови слів демотичної мови. Протягом перших двох століть нашої ери цілий ряд магічних текстів були записані так званим «давньокоптським письмом», яке являло собою грецькі літери, використані для записування текстів єгипетською мовою; ряд літер, однак, було запозичено з демотичного письма, багато з яких (але не всі) використовуються у власне коптському письмі. З поширенням християнства в Єгипті до кінця III-го століття н. е. знання ієрогліфічного письма було втрачено, як згодом і демотичного письма, що сприяло поширенню нової писемності, більш тісно пов'язаної з християнською церквою. У IV-му сторіччі коптська абетка унормувалася, особливо для саїдського діалекту (існує ряд відмінностей між абетками, що використовуються у різних діалектах коптської мови). Сьогодні коптська мова вживається лише послідовниками Коптської православної церкви для записування релігійних текстів. Усі «гностичні євангелія» з Наг-Хаммаді записані коптською абеткою.

## Зовнішній вигляд
Коптська абетка була першою єгипетською писемністю, яка позначала голосні, таким чином коптські документи допомагають правильній інтерпретації раніших текстів. У деяких єгипетських складах роль голосних виконують сонорні приголосні; у саїдському різновиді коптського письма такі склади писалися з горизонтальною лінією зверху. Різні каліграфічні школи використовували деякі діакритичні знаки: апостроф для розділення слів і для позначення клітик (для цього у логографічному єгипетському письмі використовувались детермінативи); інші школи вживали трему над ⲓ і ⲩ, коли вони стояли на початку складу, часом для цього використовувався циркумфлекс.
Коптська абетка головно базується на грецькій абетці, що теж допомогло в інтерпретації єгипетських текстів., 24 літери мають грецьке походження; 6 або 7 літер було взято з демотичного письма, залежно від діалекту (6 у саїдському діалекті, 7 у бохайрському й ахмімському). Коптська абетка, на відміну від кирилиці і латиниці, які теж походять з грецького письма, більшою мірою зберегли особливості грецького написання літер.

## Коптська абетка
| Велика буква (зображення) | Мала буква (зображення) | Велика буква | Мала буква | Числове значення | Назва   | Грецький відповідник | Український відповідник | Вимова (МФА) |
| ------------------------- | ----------------------- | ------------ | ---------- | ---------------- | ------- | -------------------- | ----------------------- | ------------ |
|                           |                         | Ⲁ            | ⲁ          | 1                | алп'а   | Α, α                 | А, а                    | [a]          |
|                           |                         | Ⲃ            | ⲃ          | 2                | бета    | Β, β                 | Б, б / В, в             | [β~w]        |
|                           |                         | Ⲅ            | ⲅ          | 3                | ґамма   | Γ, γ                 | Ґ, ґ                    | [ɡ]          |
|                           |                         | Ⲇ            | ⲇ          | 4                | далда   | Δ, δ                 | Д, д                    | [d]          |
|                           |                         | Ⲉ            | ⲉ          | 5                | ей      | Ε, ε                 | І, і / Е, е             | [i, e]       |
|                           |                         | Ⲍ            | ⲍ          | 7                | зета    | Ζ, ζ                 | З, з                    | [z]          |
|                           |                         | Ⲏ            | ⲏ          | 8                | ета     | Η, η                 | Е, е                    | [eː]         |
|                           |                         | Ⲑ            | ⲑ          | 9                | т'ета   | Θ, θ                 | Т, т                    | [tʰ]         |
|                           |                         | Ⲓ            | ⲓ          | 10               | йота    | Ι, ι                 | Ї, ї / Й, й             | [iː~j]       |
|                           |                         | Ⲕ            | ⲕ          | 20               | каппа   | Κ, κ                 | К, к                    | [k]          |
|                           |                         | Ⲗ            | ⲗ          | 30               | лаула   | Λ, λ                 | Л, л                    | [l]          |
|                           |                         | Ⲙ            | ⲙ          | 40               | ме      | Μ, μ                 | М, м                    | [m]          |
|                           |                         | Ⲛ            | ⲛ          | 50               | не      | Ν, ν                 | Н, н                    | [n]          |
|                           |                         | Ⲝ            | ⲝ          | 60               | ксі     | Ξ, ξ                 | —                       | [ks]         |
|                           |                         | Ⲟ            | ⲟ          | 70               | оу      | Ο, ο                 | О, о                    | [o]          |
|                           |                         | Ⲡ            | ⲡ          | 80               | пі      | Π, π                 | П, п                    | [p]          |
|                           |                         | Ⲣ            | ⲣ          | 100              | ро      | Ρ, ρ                 | Р, р                    | [r]          |
|                           |                         | Ⲥ            | ⲥ          | 200              | семма   | Σ, σ, ς              | С, с                    | [s]          |
|                           |                         | Ⲧ            | ⲧ          | 300              | тау     | Τ, τ                 | Т, т                    | [t]          |
|                           |                         | Ⲩ            | ⲩ          | 400              | хе      | Υ, υ                 | У, у                    | [uː]         |
|                           |                         | Ⲫ            | ⲫ          | 500              | п'і     | Φ, φ                 | Ф, ф                    | [pʰ]         |
|                           |                         | Ⲭ            | ⲭ          | 600              | к'і     | Χ, χ                 | Х, х                    | [kʰ]         |
|                           |                         | Ⲯ            | ⲯ          | 700              | псі     | Ψ, ψ                 | —                       | [ps]         |
|                           |                         | Ⲱ            | ⲱ          | 800              | о       | Ω, ω                 | О, о                    | [oː]         |
|                           |                         | Ϣ            | ϣ          |                  | шай     | Ϸ, ϸ                 | Ш, ш                    | [ʃ]          |
|                           |                         | Ϥ            | ϥ          | 90               | фай     | —                    | Ф, ф                    | [f]          |
|                           |                         | Ϧ (Ⳉ)        | ϧ (ⳉ)      |                  | хай     | —                    | Х, х                    | [x]          |
|                           |                         | Ϩ            | ϩ          |                  | горі    | Ͱ, ͱ                 | Г, г                    | [h, ħ]       |
|                           |                         | Ϫ            | ϫ          |                  | джанджа | —                    | Дж, дж                  | [dʒ]         |
|                           |                         | Ϭ            | ϭ          |                  | кіма    | Ϙ, ϙ                 | Ч, ч                    | [kʲ, tʃ]     |
|                           |                         | Ϯ            | ϯ          |                  | ті      | —                    | —                       | [ti, de]     |

Літери, які походять з демотичного письма:
| M8 |

| M8 |

| I9 |

| I9 |

| M12 |

| M12 |

| F18 · Y1 |

| F18 · Y1 |

| U29 |

| U29 |

| V31 |

| V31 |

| D37 · X1 |

| D37 · X1 |

У коптському письмі розрізняються великі і малі літери. На відміну від сучасного грецького письма, у якому великі і малі літери часто мають різну форму (наприклад, Ν і ν), коптські великі літери є лише збільшеними малими літерами. Єдиним винятком є літера «хай»: велика літера Ϧ і мала ϧ.
Коптські літери мають різні назви у різних текстах. Варіації у назвах літер можуть бути мінімальними (літера «фай» може називатися «фей») або значнішими («хе» у новіших текстах часто називається «епсилон»).
Різні джерела дають різні варіанти вимови коптських літер, залежно від того, чи мається на увазі давня чи сучасна вимова. Є також відмінності між саїдською і бохайрською вимовою (бохайрський діалект є єдиним «живим» діалектом коптської мови). У середині XIX-го століття бохайрська вимова коптської мови була штучно наближена до грецької вимови. Саме ця еллінізована вимова переважно і використовується сьогодні.
Літера «хай» не використовувалася у саїдському діалекті, оскільки у ньому була відсутня відповідна фонема /x/. 
Літери  і  використовувались лише для запису чисел (вони мали значення «6» і «900» відповідно).
Крім вищеназваних букв, у коптській абетці були також застарілі букви та букви для інших діалектів.